# طوهي مرقط
الطُّوهي المُرَقَّط هو نوعٌ كبير الحجم من العصافير الأمريكيَّة الشماليَّة. شكَّل تصنيف الطوهيَّات موضع جدل كبير بين العُلماء خلال العقود الأخيرة من القرن العشرين، فقد كان هذا الطائر يُدرج مع الطُّوهي الشرقي ضمن نوعٍ واحد هو الطُّوهي أمغر الجانب، حيث كان هذا النوع يُعتبر مُجرَّد سُلالة من الطُّوهي سالف الذِكر ويحمل اسم: الطُّوهي الأوريغوني أو طوهي أوريغون (Pipilo maculatus oregonus).
من هذه الطيور شكلٌ يُفرخ في جزيرة سوكورّو المكسيكيَّة، يصغرُ باقي الجمهرات بشكلٍ ملحوظ، ويتمتع بقسمٍ سُفليّ رمادي عوض الأمغر. يفصلُ بعض العلماء هذا الشكل إلى نوعٍ مُستقل بذاته، هو طوهي سوكورّو (Pipilo socorroensis).
تُلاحظ هذه الطيور خلال موسم التفريخ وهي تُنشد أغنيتها البسيط بشكلٍ متواصل مُنهك في سبيل استقطاب أنثى، وقد تبيَّن أنها تقضي ما بين 70% إلى 90% من الفترة الصباحيَّة تُغرِّد، فإن جذبت إليها أنثى تحوَّل انتباهها إلى التناسل وبناء العش، فتنخفض نسبة تغريدها حتى تستهلك 5% من وقتها فقط.

## الوصف

### المظهر الخارجي

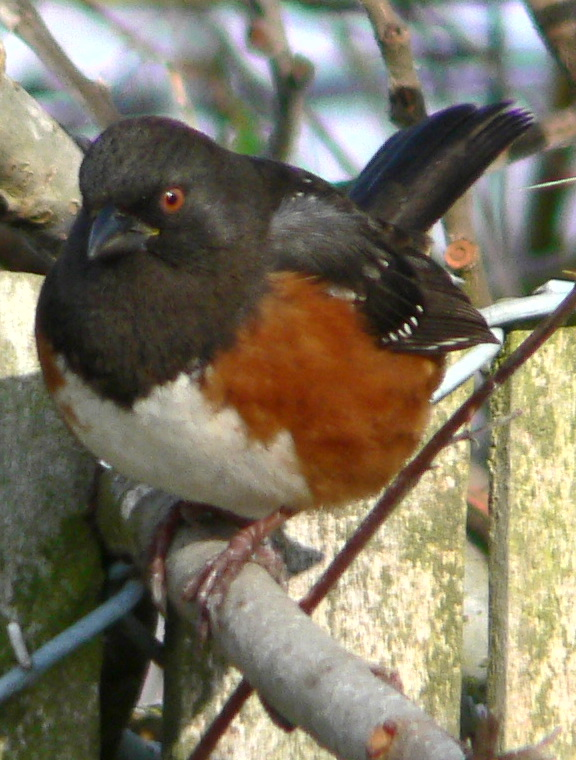
لقطة مُرَّبة لطائر يظهر فيها جانبه الأمغر ورقط جناحيه.

تتمتع البوالغ بجانبين أمغرين، وبطنٍ أبيض، وذيل قاتم طويل أبيض الأطراف. العينان حمراوان، والظهر مُرقط برقطٍ بيضاء، وتظهر على الجناح بعض العلامات والخطوط من نفس اللون سالف الذِكر. يُمكنُ تمييز الذكور عن الإناث عبر القسم العلوي من جسدها وذيلها ورأسها القاتم، فيما تكون هذه الأجزاء كلها رمادية أو بُنيَّة عند الإناث.
تمتلك السُلالة الغربيَّة من هذه الطيور رُقطًا بيضاء على ريشات طيرانها الأوليَّة والثانويَّة على حدٍ سواء، وهي بهذا فقط تختلف عن الطُّوهي الشرقي الذي يُماثلها في الحجم والبنية الجسديَّة.
أجسادها مستديرةٌ مُكتنزة، وذيلها مروحيّ الشكل، ومنقارها قصيرٌ وثخين، أمَّا قوائمها فورديَّةٌ كامِدة.

### السلوك

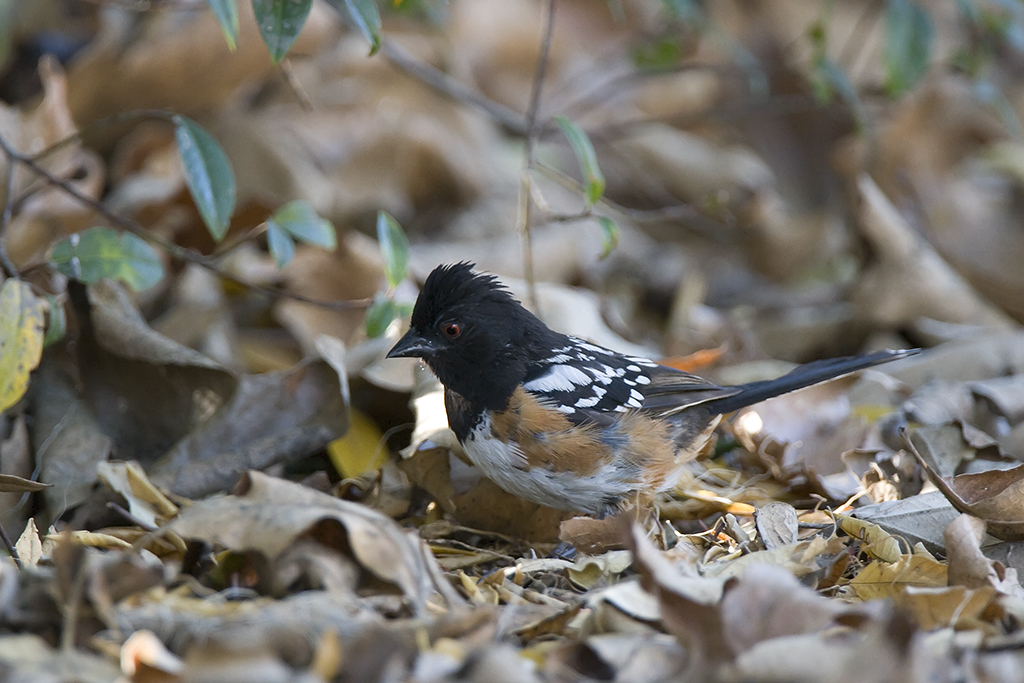
ذكرٌ يبحث في كومة أوراق أشجَّار جافَّة عن الطعام.

غالبًا ما تُلاحظ الطُّوهيَّات المُرقطة وهي تقفزُ على الأرض تحت الآجام المُتشابكة، مُقلِّبةً أوراق الأشجار الجافَّة بحثًا عن الطعام. كما تتسلَّقٌ الأغصان السُفليَّة بحثًا عن الحشرات والفاكهة، أو لتُغرِّد تغريدها الضجَّاج بسرعة. يُمكنُ لهذه الطيور أن تطير مسافاتٍ طويلة، لكنها غالبًا تطيرُ لمسافاتٍ قصيرة بسُرعةٍ بطيئة، مُتنقلةً بين غطاءٍ نباتيّ وآخر، بحثًا عن الأمان.

### الصوت
للطوهي المُرقط تغريدٌ بسيط يبدو للسامع وكأنَّه جملة drink-your-tea (إشرب الشاي)، يدوم حوالي 1.5 ثوانٍ فقط. يبدأ التغريد بنغمة أو نغمتين (قد يصل إلى 8 نغمات) استهلاليتين، قبل أن يستحل زغردةً سريعةً تبدو للسامع وكأنَّها نقرٌ على شريط مطاطيّ مشدود؛ أو قطعة ورقٍ عالقة بين شفرات مروحة كهربائيَّة. بَعضُ الأفراد لا تُصدر إلاّ زغردةً دون غيرها من الأصوات.
تُصدرُ الطُّوهيَّات المُرقط نداءً شبيه بمواء القطط، يدوم أكثر من نصف ثانية فقط. ويبدو أنَّ هذا الصوت يُستخدم للتوبيخ أو التعنيف، وأيضًا من قبل الطيور الجاثمة أو الباحثة عن الطعام. يتبادلُ الزوجان في بعض الأحيان نداءً لثغيًا ناعمًا حتى يبقيان على تواصل. كذلك تُصدرُ هذه الطيور نداءً حادًا أثناء طيرانها.

## الانتشار

### الموطن
الطيور قاطنة شمال غرب أمريكا الشماليَّة تُهاجرُ شرقًا نحو السهول الوسطى للولايات المتحدة، وبالأخص شمال غرب وسط السهول الكبرى. وفي مناطق أخرى، تنتقلُ الطيور إلى مناطق أقل ارتفاعًا عن سطح البحر هربًا من برودة الشتاء وتكوّن الثلوج والصقيع.

### الموائل الطبيعيَّة
أبرزُ الموائل الطبيعيَّة التي يُمكنُ العثور فيها على الطُّوهي المُرقط هي أحراج بلُّوط التشاپرال، والمنطاق الآجاميَّة، وأراضي الأشجار القمئيَّة المُنتشرة عبر القسم الغربي من أمريكا الشماليَّة. يُمكنُ لهذه الطيور أن تتهجَّن طبيعيًا مع الطُّوهي المُطوَّق في المناطق حيثُ يتقاطع موطن كِلا النوعين، أي في جنوب غرب المكسيك.

## الإيكولوجيَّة

### الغذاء

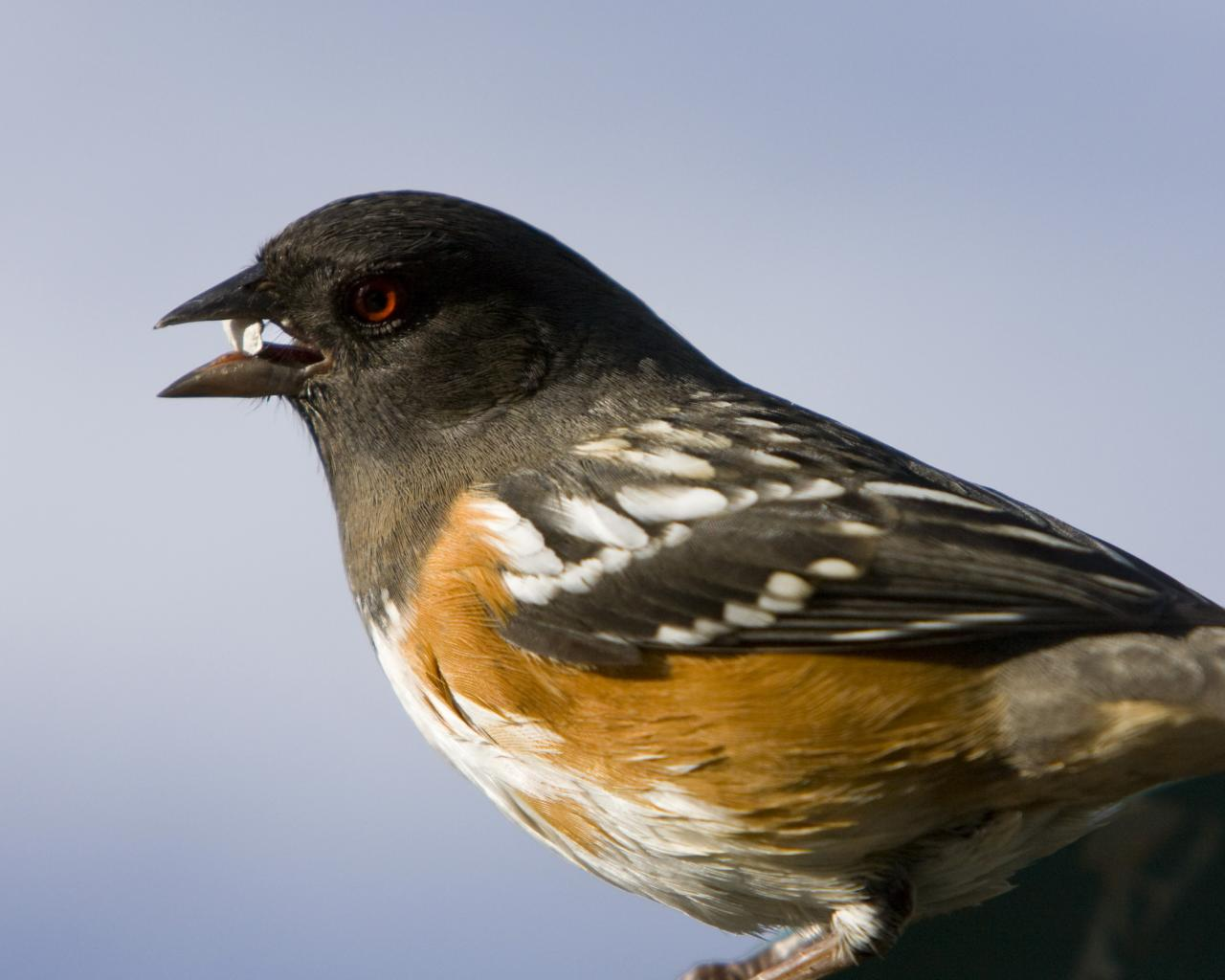
طائرٌ يقتات على بذرة.

يقتات الطُّوهي المُرقط على الحشرات بشكلٍ رئيسيّ خلال موسم التناسل، وبالأخص: خنافس الأرض، وسوس الفاكهة، والدعسوقات، والخنافس القاتمة، والخنافس المُطقطقة، والخنافس ثاقبة الخشب، والجداجد، والجنادب، واليساريع، والعث، والنحل، والزنابير. كما يُمكنُ أن تقتات على أنوعٍ أخرى من مفصليَّات الأرجل آكلة الورق، مثل: الديدان الألفيَّة، وقمل الخشب، والعناكب. كذلك تقتات على ثمار البلُّوط، والعوزات، والبزور بما فيها: الحنطة السوداء، والشوك، والعُلّيق، وتوت الأرض، والبلُّوط السام، والسُّمّاق، وعنب الثعلب، وعشب الطير، والمحاصيل الزراعيَّة من شاكلة: الشوفان، والقمح، والذرة، والكرز. تُشكِلُ الأطعمة النباتيَّة سالفة الذكر أغلب غذاء هذه الطيور خلال فصليّ الخريف والشتاء.

### التفريخ
تتولّى الأنثى مُهمَّة بناء العُش، فتجعله عادةً على الأرض أو في جَنَبة مُنخفضة، ونادرًا ما يعلو أكثر من 1.5 أمتار عن الأرض. تدوم فترة إنشاء العش حوالي 5 أيام، ويتكوَّن من أوراق الأشجار، وشرائح لحائها، والغُصينات، وسوق النباتات، والأعشاب، ويُبطَّن بإبر الصنوبر، واللحاء المُمزق، والأعشاب، وشعر الحيوانات في بعض الأحيان؛ وعند الانتهاء منه يتخذُ شكلاً مُكتنزًا ثابتًا.

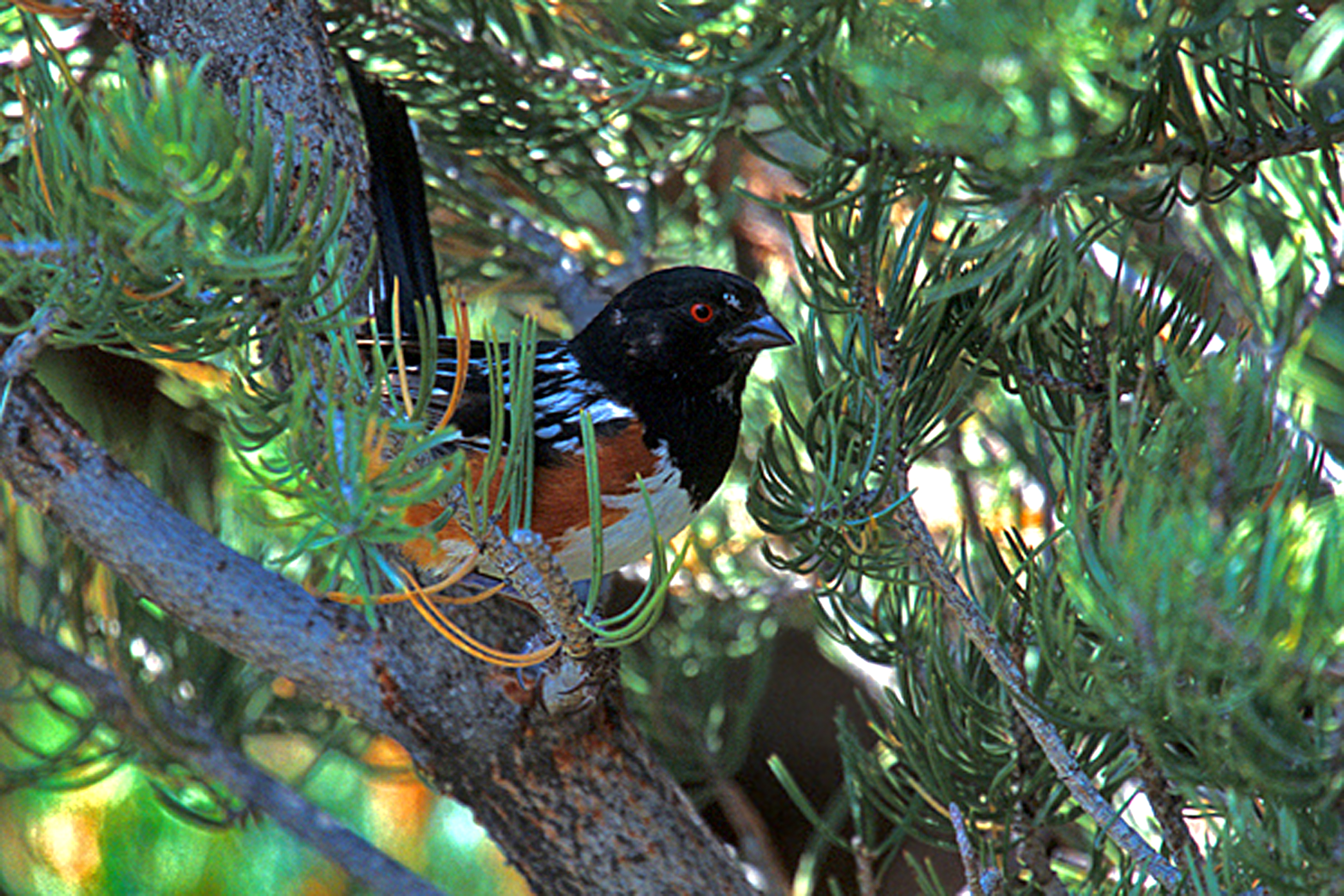
طائرٌ جاثم بين إبر الصنوبر.

تضع الأنثى حضنتين على الأقل في الموسم الواحد، تتكوَّن كُلُّ حِضنة منها من حوالي 3 إلى 5 بيضات ضاربة للرمادي أو الأبيض القشدي، وفي بعض الأحيان يظهر عليها مسحة خضراء وبقع بُنيَّة محمرَّة يُمكن أن تتحد لتُشكِل إكليلاً أو قلنسوة. يُرخمُ البيض لفترةٍ تتراوح بين 12 و14 يومًا؛ وتُغادرُ الفراخ العُش بعد حوالي فترة 10 أو 12 يومًا من الفقس. تتعرَّضُ أعشاش هذه الطيور للتطفّل من قبل شحارير البقر بُنيَّة الرأس.

### الانحفاظ
الطُّوهي المُرقَّط واسع الانتشار عبر أنحاء موطنه، وجمهراته تتكاثر في المناطق التي يستصلحها البشر أو يُجرون عليها تعديلات مُعينة، فتخلقُ موائل طبيعيَّة تكثر فيها الآجام والجَنبَات التي تُفضلها الطيور، أو أراضٍ مكشوفة تُحسنُ استغلالها، على الرغم من أنَّ هذا يزيد من احتماليَّة تعرضها للافتراس من قِبل القطط. بناءً على هذا يُصنَّفُ الاتحاد العالمي للحفاظ على الطبيعة (IUCN) هذا النوع على أنه غير مُهدد على الإطلاق، على أنَّ بعض الجمهرات المحليَّة قاطنة بعض الجزر قبالة شواطئ كاليفورنيا والمكسيك يتهددها فقدان موائلها الطبيعيَّة بفعل الرعي الجائر.